# Przegląd Informacyjno-Dokumentacyjny
Przegląd Informacyjno-Dokumentacyjny jest jednym z najbardziej cenionych czasopism w Wojsku Polskim (kwartalnik wydawany przez Centralny Ośrodek Naukowej Informacji Wojskowej) dotyczącym teorii i praktyki informacji naukowej, organizacji i zarządzania, problematyki edukacyjnej, a także nowych rozwiązań w dziedzinie technologii informacyjnych oraz opracowań z dziedziny bezpieczeństwa państwa, w tym ekonomiki wojskowej.
Pismo jest skierowane przede wszystkim do pracowników resortu obrony narodowej, kadry Sztabu Generalnego WP, a także innych centralnych instytucji wojskowych, cywilnych i naukowych.